# Hermann Meier-Cronemeyer
Hermann Meier-Cronemeyer (* 1932; † 1995) war Diplom-Volkswirt und Soziologe und Autor mehrerer Bücher zur jüdischen Geschichte und Kultur.

## Leben
Hermann Meier-Cronemeyer (Dr. rer. pol. habil.) ist vor allem für seine Forschungsarbeiten über jüdische Kultur und Geschichte bekannt. Im Rahmen seines Studiums hielt er sich mehrmals in Israel auf und verfasste dort ab 1962 seine Dissertation über die Kibbuzim, die er unter dem Titel Kibbuzim. Geschichte, Geist und Gestalt der Universität Hamburg vorlegte. Er veröffentlichte Arbeiten zur Geschichte der jüdischen Jugendbewegung und des Zionismus und war am Institut für Judaistik der FU Berlin tätig.
Seine Bibliothek wurde 1993 dem Salomon Ludwig Steinheim-Institut übereignet.

## Schriften (Auswahl)
- Kibbuzim. Geschichte, Geist und Gestalt. Verlag für Literatur und Zeitgeschehen, Hannover 1969 (zugl. Dissertation).
- Israel. Geschichte des Zionismus, Religion und Gesellschaft, der Nahost-Konflikt. Verlag für Literatur und Zeitgeschehen, Hannover 1970 (Mitautor).
  - 2., überarbeitete Aufl. unter dem Titel: Israel in Nahost. Fackelträger-Verlag, Hannover 1973, ISBN 3-7716-2082-1 (Mitautor).
- Kleine Geschichte des Zionismus. Von den Anfängen bis zum Jahr 1948. Bearbeitet und herausgegeben von Reiner Bernstein. Deutsch-Israelischer Arbeitskreis für Frieden im Nahen Osten, Berlin 1980.
  - 2., überarbeitete Aufl. unter dem Titel: Zionismus. Von den Anfängen bis zum Staat Israel. Haag und Herchen, Frankfurt am Main 1989, ISBN 3-89228-323-0.
- Geschichte des Staates Israel. Wochenschau-Verlag, Schwalbach 1997, ISBN 3-87920-418-7 und ISBN 3-87920-419-5.